# Stasimopus
Stasimopus är ett släkte av spindlar. Stasimopus ingår i familjen Ctenizidae.

## Dottertaxa tillStasimopus, i alfabetisk ordning[1]
- Stasimopus artifex
- Stasimopus astutus
- Stasimopus bimaculatus
- Stasimopus brevipalpis
- Stasimopus caffrus
- Stasimopus castaneus
- Stasimopus coronatus
- Stasimopus dreyeri
- Stasimopus dubius
- Stasimopus erythrognathus
- Stasimopus fordi
- Stasimopus gigas
- Stasimopus insculptus
- Stasimopus kentanicus
- Stasimopus kolbei
- Stasimopus leipoldti
- Stasimopus longipalpis
- Stasimopus mandelai
- Stasimopus maraisi
- Stasimopus meyeri
- Stasimopus minor
- Stasimopus nanus
- Stasimopus nigellus
- Stasimopus obscurus
- Stasimopus oculatus
- Stasimopus palpiger
- Stasimopus patersonae
- Stasimopus poweri
- Stasimopus purcelli
- Stasimopus quadratimaculatus
- Stasimopus qumbu
- Stasimopus robertsi
- Stasimopus rufidens
- Stasimopus schoenlandi
- Stasimopus schreineri
- Stasimopus schultzei
- Stasimopus spinipes
- Stasimopus spinosus
- Stasimopus steynburgensis
- Stasimopus suffuscus
- Stasimopus tysoni
- Stasimopus umtaticus
- Stasimopus unispinosus